# Comuna de Samborzec
Samborzec (polaco: Gmina Samborzec) é uma gminy (comuna) na Polónia, na voivodia de Santa Cruz e no condado de Sandomierski. A sede do condado é a cidade de Samborzec.
De acordo com os censos de 2004, a comuna tem 8987 habitantes, com uma densidade 105,3 hab/km².

## Área
Estende-se por uma área de 85,37 km², incluindo:
- área agricola: 88%
- área florestal: 3%

## Demografia
Dados de 30 de Junho 2004:
|                      | Total   | Total | Mulheres | Mulheres | Homens  | Homens |
| -------------------- | ------- | ----- | -------- | -------- | ------- | ------ |
|                      | pessoas | %     | pessoas  | %        | pessoas | %      |
| População            | 8987    | 100   | 4539     | 50,5     | 4448    | 49,5   |
| Densidade (pop./km²) | 105,3   | 100   | 53,2     | 53,2     | 52,1    | 52,1   |

De acordo com dados de 2005, o rendimento médio per capita ascendia a 1663,96 zł.

## Comunas vizinhas
- Klimontów, Koprzywnica, Obrazów, Sandomierz, Tarnobrzeg